# 波罗的海议会大会
波罗的海议会大会（Baltic Sea Parliamentary Conference，BSPC）是波罗的海地区议员之间进行对话的论坛， 它成立于1991年。
在芬兰议会议长卡莱维·索尔萨的倡议下，第一屆波罗的海议会大会于1991年1月7日至9日在赫尔辛基举行。
来自丹麦、爱沙尼亚、格陵兰、汉堡、冰岛、卡累利阿、芬兰、立陶宛、拉脱维亚、梅克倫堡－前波美拉尼亞、挪威、波兰、石勒苏益格-荷尔斯泰因、瑞典、奥兰群岛、法罗群岛和苏联的议会代表团出席了第一屆會議，欧洲自由贸易联盟等組織派出了观察员。
1991年秋，丹麦和德国提出在政府层面建立一个新的国际组织。此後丹麦、爱沙尼亚、芬兰、立陶宛、拉脱维亚、德国、挪威、波兰、俄罗斯和瑞典的外交部长以及欧盟委员会的代表于1992年3月5日至6日在哥本哈根会晤。他们宣佈成立波罗的海国家委员会。
2022年5月16日，俄罗斯国家杜马宣布退出波罗的海议会大会。